# Цзян Цзэминь
Цзян Цзэми́нь (кит. трад. 江澤民, упр. 江泽民, пиньинь Jiāng Zémín; 17 августа 1926[…], Янчжоу, Китайская Республика — 30 ноября 2022, Шанхай) — китайский политический, государственный и партийный деятель, генеральный секретарь ЦК Компартии Китая (КПК) с 1989 по 2002 год и председатель КНР с 1993 по 2003 год, также председатель Центрального военного совета КНР (и ЦК КПК с 1989 по 2004 год) с 1990 по 2005 год. Член партии с апреля 1946 года, ЦК КПК с 1982 года, Политбюро с 1987 года, Посткома Политбюро с июня 1989 года (тогда же избран генсеком) — по 2002 год, когда оставил ЦК.
Цзян Цзэминь пришёл к власти в качестве компромиссного кандидата после событий на площади Тяньаньмэнь в 1989 году, когда он заменил Чжао Цзыяна на посту генерального секретаря КПК после того, как Чжао был свергнут за поддержку студенческого движения. В то время Цзян Цзэминь был мэром Шанхая. По мере того, как участие «восьми бессмертных» в китайской политике неуклонно снижалось, политик укрепил свою власть и в 1990-х годах стал верховным лидером Китая. Впоследствии он официально представил термин «социалистическая рыночная экономика» в своей речи на XIV съезде КПК.
Под руководством Цзяна Цзэминя Китай пережил значительный экономический рост при продолжении рыночных реформ, передачу британского Гонконга в 1997 году, передачу португальского Макао в 1999 году, вступление во Всемирную торговую организацию в 2001 году. Китай также стал свидетелем улучшения отношений с внешним миром, в то время как Коммунистическая партия сохраняла свой жёсткий контроль над государством. Цзян также столкнулся с критикой в связи с нарушениями прав человека, включая подавление движения Фалуньгун. Его вклад в партийную доктрину, известную как «Тройное представительство», был включён в конституцию партии в 2002 году.

## Биография

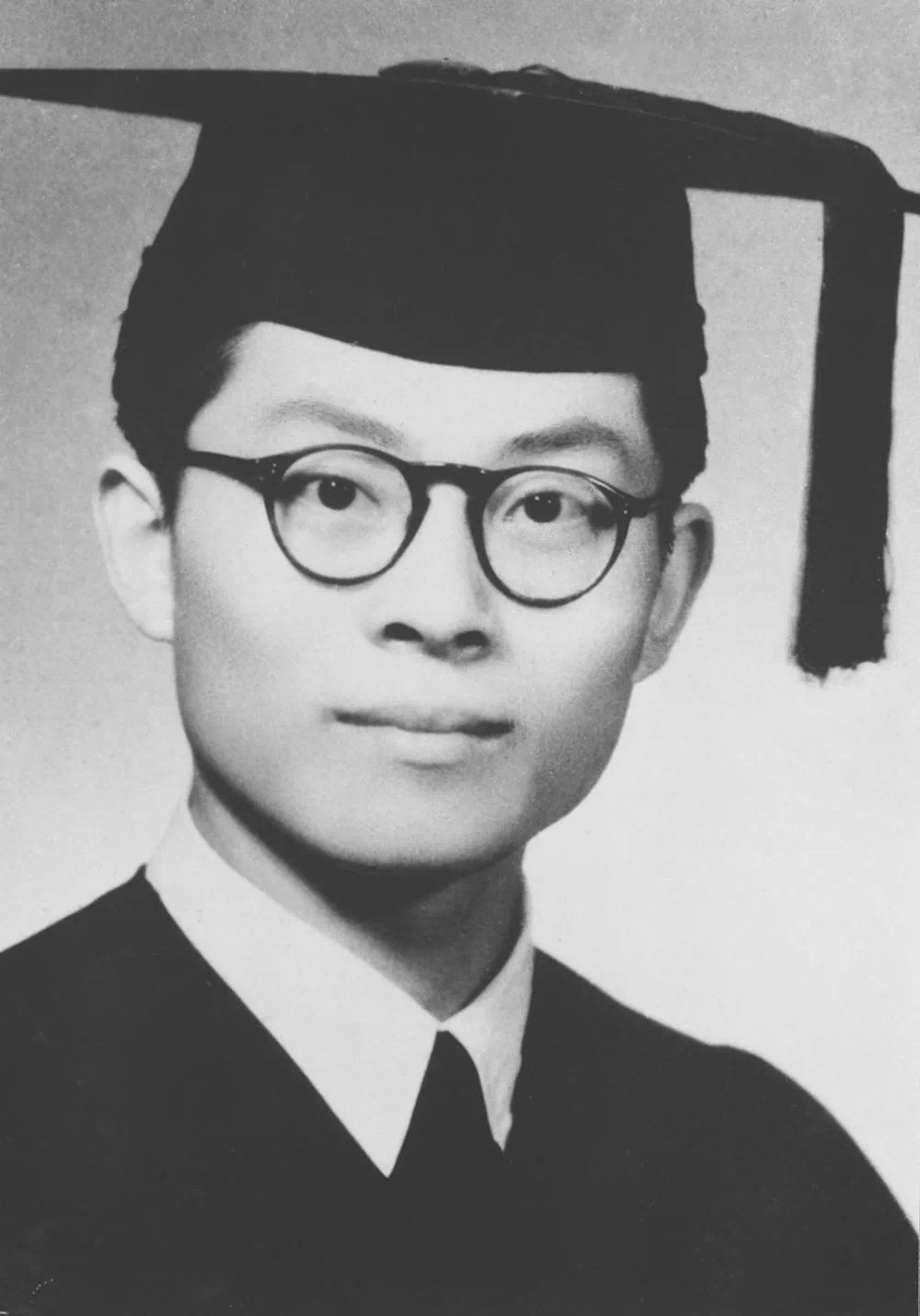
Цзян Цзэминь в 1947 году

Родился в семье потомственных интеллигентов. Его дед был врачом, специализировавшимся в области китайской традиционной медицины, увлекался живописью и каллиграфией; а отец писал стихи, в годы Японо-китайской войны издавал патриотические журналы, вступил в компартию, которая была в подполье. В возрасте 28 лет он погиб в вооружённой схватке. Цзян Цзэминь пошёл по стопам отца. В 40-е годы во время учёбы в престижном Шанхайском университете транспорта и связи (Цзяотун) приобщился к подпольной работе. Член КПК с апреля 1946 года. Окончил факультет электрических машин Шанхайского университета Цзяотун (1947), инженер-электрик.
После образования КНР Цзян почти 30 лет проработал в системе министерства машиностроения, где прошёл путь от помощника инженера на заводе пищевых продуктов (включая производство мороженого), где затем дослужился до 1-го замдиректора и секретаря парткома, — до директора крупного НИИ. В 1955 году проходил четырёхмесячную практику на Московском автозаводе им. И. В. Сталина, что позволило ему изучить русский язык. Он также работал на First Automotive Works. В годы «культурной революции» подвергся «трудовому воспитанию» в качестве рядового служащего НИИ. Его непримиримое отношение к левачеству было замечено, и на исходе «культурной революции» Цзян Цзэминя послали в Шанхай в составе рабочей группы ЦК партии для расследования преступлений «банды четырёх».
С 1980 года зампред и ответственный секретарь Государственного комитета по делам импорта и экспорта, затем заместитель председателя и по совместительству начальник секретариата Госкомитета по управлению иностранными инвестициями.
С 1982 года 1-й заместитель, министр электронной промышленности. Способствовал внедрению многих передовых зарубежных технологий, установил связи с влиятельными работниками ВПК. Он прекрасно знаком с созданием специальных экономических зон и привлечением в страну иностранного капитала; в восьмидесятые годы побывал в зонах свободной торговли более чем десяти стран.
В 1985—1989 годах мэр Шанхая и одновременно сперва заместитель, а с 1987 года глава городского комитета КПК (также по 1989 год). Приобретенные в опыте навыки компетентной коммуникации помогли ему твёрдо занять свою политическую нишу.

## На посту Генерального секретаря ЦК КПК
В 1989 году стал председателем Центральной военной комиссии, когда после разгона студенческой демонстрации на площади Тяньаньмэнь в Пекине был освобождён от должности и помещён под домашний арест генеральный секретарь ЦК КПК Чжао Цзыян, поддержавший требования протестующих о необходимости политических свобод в КНР.
По предложению тогдашнего руководителя КНР Дэн Сяопина на 4-м пленуме ЦК КПК тринадцатого созыва, проходившем 23-24 июня 1989 года был избран Генеральным секретарём ЦК КПК. Вначале его считали временной, переходной фигурой, но он быстро сумел взять в свои руки контроль над партией, правительством и армией, и в 1993 стал председателем КНР.
Во время своего южного турне 1992 года Дэн Сяопин тоже критиковал возведённого им же нового руководителя, намекая, что темпы реформ недостаточно быстры. Цзян Цзэминь заговорил о «социалистической рыночной экономике» в продолжение «социализма с китайской спецификой» Дэна. Приведя многих своих сторонников из Шанхая на высокие правительственные посты, он восстановил доверие Дэн Сяопина. В 1992 году Цзян упразднил как устаревшую Центральную комиссию советников КПК — совещательный орган, состоящий из старейшин партии.
В своей политике продолжил реформы, начатые Дэн Сяопином. За проведение экономических преобразований отвечал вице-премьер, а затем премьер Чжу Жунцзи, и страна вышла на траекторию устойчивого роста. Возглавив Китай, только что начавший борьбу за мировые рынки, Цзян Цзэминь вывел экономику КНР на седьмое место в мире. При Цзян Цзэмине Китай вступил в ВТО, укрепил свой экономический и военный потенциал, сделал заявку на лидерство в Азиатско-Тихоокеанском регионе (АТР), принял на правах хозяина саммит АСЕАН в Шанхае, выиграл заявку на проведение Олимпийских игр в 2008 году.
В то же время Китай столкнулся с множеством экономических и социальных проблем. Политика Дэн Сяопина, предполагавшая, что «некоторые районы могут разбогатеть раньше других», привела к увеличению разрыва в уровне благосостояния между прибрежными регионами и внутренними провинциями, так что Цзян работал над уменьшением географического неравенства, поощряя более богатые города «оказывать финансовую, технологическую и управленческую помощь более бедным западным» (программа развития Западного Китая). Ряд отраслей тяжелой промышленности был дерегулирован, а многие малые и средние государственные предприятия закрыты или приватизированы, первоначально сократив до 40 миллионов рабочих мест. В результате таких реформ уровень безработицы взлетел до 40% в некоторых городских районах. Одновременно под руководством Цзяна началось строительство различных крупных инфраструктурных проектов, таких как  Цинхай-Тибетская железная дорога и плотина «Три ущелья». 

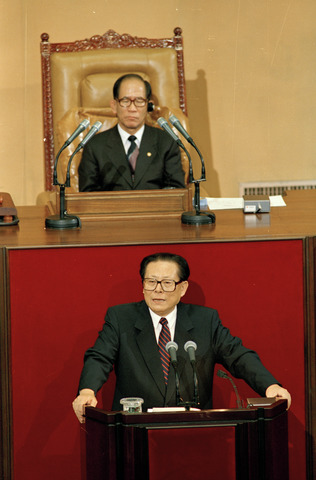
Цзян Цзэминь выступает с речью в Национальном собрании Южной Кореи в 1995 году

Несмотря на сопротивление консерваторов в рядах КПК, Цзян Цзэминь сумел сделать частью партийной программы свою теорию «трёх представительств», уравнявшую интеллигенцию в политических правах с рабочими и крестьянами и открывшую дорогу в партию частным предпринимателям.

## Отставка
В 2002—2005 годах в результате передачи власти в партийном и государственном руководстве КНР уступил все высшие партийные, государственные и военные посты — генерального секретаря ЦК КПК, председателя КНР и главы Центрального военного совета КНР — Ху Цзиньтао.
В Политбюро ЦК КПК 15-го созыва Цзян Цзэминь являлся самым пожилым членом.
Профессор Городского университета Гонконга политолог Джозеф Чэн отмечал, что на протяжении этой проходившей в течение трёх лет передачи власти от Цзян Цзэминя к Ху Цзиньтао последний воздерживался от кадровых перестановок, однако затем якобы началось оттеснение сторонников Цзэминя.
Летом 2004 года журналистом Джозефом Каном в «New York Times» отмечалось, что хотя Цзян оставил высшие государственные и партийные должности (за исключением главнокомандующего ВС КНР), «он сохранил за собой последнее слово в самых деликатных вопросах внешней политики, а также некоторых острых внутриполитических спорах», подчёркивалось, что «Ху проявляет к Цзяну подчеркнутую почтительность, пропуская его вперёд на официальных мероприятиях, хотя номинально Ху выше него по должности. Когда Ху и Цзян совместно принимают высокопоставленного гостя из-за рубежа, высказывания г-на Цзяна зачастую освещаются подробнее».
Среди расхождений Ху и Цзяна отмечалась разница в их подходах к решению Тайваньского вопроса, о роли в этом вооружённых сил, главнокомандующим которых будучи главой ЦВС являлся Цзян. (В марте 2005 года, когда Ху Цзиньтао был избран председателем ЦВС, он особо отметил, что одним из основных приоритетов руководства страны в ближайшее время станет поиск путей для мирного воссоединения материкового Китая и Тайваня.)
Собственный корреспондент журнала «Эксперт» в Китае журналист Марк Завадский в «Русском журнале» отмечал, что лишившись на XVI съезде членства в ЦК партии, Цзян Цзэминь занимал пост Председателя Государственной военной комиссии «не совсем законно, по всем правилам на этом посту должен быть высокопоставленный партийный функционер, не ниже члена ЦК».
По мнению С. А. Барова, на XVI съезде партии, по результатам которого произошла смена генсека, Цзяну удалось создать перевес в партии в свою пользу, однако несмотря на сохранение за собой высших военных постов до 2005 года «ему всё-таки не удалось занять в партии ту же позицию, что в своё время занимал Дэн Сяопин, то есть стать негласным руководителем КПК, а к 17-му съезду все его планы по возвращению контроля над ЦК и Политбюро окончательно потерпели неудачу».
(Баров приводит версию о том, что в планах сторонников Цзян Цзэминя было удерживать свои позиции в Политбюро и ЦК с тем, чтобы на 17-м съезде сменить Ху Цзиньтао и Вэнь Цзябао соответственно Цзэн Цинхуном и У Банго.)
Низложение в 2006 году главы Шанхайского горкома Чэнь Лянъюя рассматривалось как удар по так называемой шанхайской клике в КПК.
Александр Габуев ссылаясь на делегатов XVII съезда приводил их утверждение, что «самого Цзян Цзэминя и членов его семьи не привлекли за коррупцию только потому, что это бросило бы тень на всю партию и угрожало бы выживанию нынешнего режима».
На XVII съезде КПК (2007 год) около половины (183 человека из 371) членов и кандидатов в члены новоизбранного ЦК не входили в состав прежнего созыва, по мнению кандидата философских наук, эксперта Центра по изучению Китая политолога Татьяны Каукеновой «обновление состава ЦК произошло во многом за счёт ухода из него сторонников Цзян Цзэминя и прихода во власть выдвиженцев Ху Цзиньтао».
Также отмечалось, что за предшествовавшие съезду 5-6 лет на провинциальном уровне обновление партийно-государственного руководства превысило 90 %.
Журналист газеты «Коммерсантъ» Александр Габуев пишет, что масштабные кадровые перестановки на провинциальном уровне начались сразу после прихода к власти Ху Цзиньтао в 2003 году, оказавшись самыми масштабными в год XVII съезда КПК (2007). Однако, как отмечает в журнале «Эксперт» Марк Завадский со ссылкой на информированный источник в Пекине, «Цзян Цзэминь по-прежнему сохраняет значительное влияние в партии и может обеспечить избрание своих сторонников в состав политбюро».
Передача высшей власти в КНР «пятому поколению» руководителей, осуществляемая с XVII съезда КПК, частью экспертов рассматривалась как усиление сторонников Цзян Цзэминя, отмечают, в частности, что он сумел повлиять на состав новоизбранного Постоянного комитета Политбюро, несколько новых членов которого будто имеют тесные связи с ним.
Как отмечалось изданием «Октагон» накануне XX съезда КПК: «Цзян Цзэминю 96 лет. По слухам, у него серьёзные проблемы со здоровьем, и его отсутствие на праздновании 100-летия КПК подтвердило эти слухи». Он также отсутствовал на XX-м съезде партии.
Цзян Цзэминь умер 30 ноября 2022 года в Шанхае в возрасте 96 лет. Причиной смерти стали лейкемия и полиорганная недостаточность.

## Советское влияние на личность Цзян Цзэминя

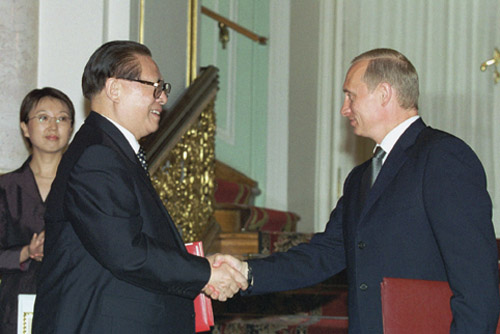
Владимир Путин и Цзян Цзэминь. 2001 год

Советский Союз занимает особое место в политической биографии Цзян Цзэминя.
В 50-е годы Цзян стажировался в СССР на автозаводе имени Сталина. Цзян владел русским, знал пословицы и поговорки, пел песни 40-50-х годов. В 90-х он уже в ранге генсека китайской компартии посетил Москву. И, наконец, в 1998 году состоялась первая в истории китайской дипломатии «встреча без галстуков». В первую очередь он встретился с теми людьми, с кем в 1955 году работал на ЗИСе.
В 1997 году, подписав с президентом Ельциным документ о мироустройстве в XXI веке и многополюсном мире, основанном на равноправном сотрудничестве, а не на противостоянии блоков, Цзян Цзэминь отправился в Ясную Поляну: он давно мечтал побывать в усадьбе любимого писателя. Председатель попросил российских хозяев не читать ему лекции о Толстом, произведения которого он прекрасно знает. Его влекли философские основы творчества классика.

## Прочее
Как свидетельствовал посол Китая на Кубе Чжао Жунсянь, когда в 1990-х годах прошлого века Куба переживала трудные времена, в 1993 году председатель КНР Цзян Цзэминь совершил туда визит, что Фидель Кастро назвал высшим проявлением братской дружбы. В 1999 году Кастро отметит про Цзяна: «с самого начала нашего личного знакомства мы не ошиблись в своей справедливой оценке его ума, политических и человеческих качеств, его способностей ответственного государственного деятеля, обладающего прочными принципами».

## Судебные иски

### Аргентина
В декабре 2005 года в Буэнос-Айресе председатель местного отделения запрещённой в Китае организации Фалуньгун Фу Ливэй обратилась в суд с иском против Цзян Цзэминя, а также бывшего члена Политбюро ЦК Коммунистической партии Китая и руководителя Офиса 610 Ло Ганя, в котором обвинила их в преступлениях против человечности, геноциде и пытках. Судебный процесс был начат после того, как судья Октавио Араоз де Ламадрид провёл сбор данных и свидетельств и пришёл к выводу, что обвинения обоснованы. Суд рассматривал иск исходя из принципа экстерриториальности. 17 декабря 2009 года решение было принято и в своём обвинительном заключении Ламадрид объявил, что Цзян Цзэминь и Ло Гань «в методах осуществления геноцида не останавливались ни перед чем. При этом они абсолютно пренебрегали человеческими жизнями и достоинством. В процессе достижения своей цели искоренить „Фалуньгун“ они сделали обычными явлениями жестокие избиения, пытки, задержания, гибель и промывание мозгов по отношению к ученикам „Фалуньгун“». Также с просьбой о выдаче ордера на арест обвиняемых судья обратился в Интерпол.

### Испания
В 2006 году испанские активисты Движения за независимость Тибета из организаций «Комитет в поддержку Тибета» и «Фонд Тибета в Барселоне» подали иск против Цзян Цзэминя и группы бывших высокопоставленных лиц Китая (бывший премьер Государственного совета Ли Пэн, бывший глава разведки Цяо Ши, бывший секретарь КПК в Тибетском автономном районе Чэнь Куйянь, бывший министр по делам семьи Пэн Пэйюнь), в котором потребовали признать их ответственными за поддержку и проведение репрессий против тибетского населения (под данным BBC News истцы таковыми посчитали введение военного положения в Тибете, проведение массовых переселений местных жителей в другие районы Китая с последующим заселением освободившихся территорий региона китайцами, стерилизацию тибетских женщин и преследование диссидентов; поддерживающее независимость Тибета интернет-издание Phayul.com отмечало, что ещё одним основанием для иска является жестокое подавление китайской армией и силами правопорядка массовых демонстраций тибетских монахов с требованием независимости), что, по данным заявителей, привело к смерти более миллиона человек и разрушению 90 процентов религиозных и культурных памятников. В ноябре 2013 года Национальный суд Испании руководствуясь принципом экстерриториальной юрисдикции и тем, что один из истцов (тибетский монах) имеет испанское подданство, удовлетворил ходатайство и выдал ордер на арест указанных лиц, посчитав, что имеется достаточно собранных доказательств для того, чтобы вызвать подозреваемых на допрос. Министерство иностранных дел Китая посчитало это решение абсурдом и вмешательством во внутренние дела страны, а председатель комитета по делам этнических и религиозных групп Чжу Вейцюэ заявил, что «Если суд какой-либо страны принимает подобные решения, то сам покрывает себя позором». Испанское правительство с целью избежать международного скандала подало апелляцию. Ходатайство было отклонено 6 февраля 2014 года, и судья Высокого суда Испании Исмаэль Морено принял решение выдать ордер на арест Цзян Цзэминя, Ли Пэна и трёх других бывших членов Коммунистической партии Китая. В 2015 году Верховный суд Испании отказался от рассмотрения исков против бывших руководителей КНР, в связи с изменениями испанского законодательства.

## Семья
Цзян Цзэминь был женат.

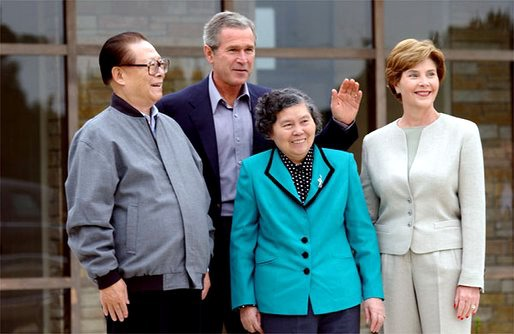
С президентом США Дж. Бушем-младшим.

Жена — Ван Епин, на которой он женился в 1948 году, родом тоже из Янчжоу, пров. Цзянсу.
Имел двух сыновей — Цзян Мяньхэн и Цзян Цзинькан.
Цзян Мяньхен стоит во главе проекта по разработке первого в мире ториевого реактора в Шанхайском институте ядерной и прикладной физики.

## Увлечения
Знал английский, русский, японский, французский, немецкий и румынский языки, любил литературу и музыку.
Писал книги и мемуары. 11 августа 2006 вышла книга «Избранные сочинения Цзян Цзэминя», начало продаж которой широко освещалось по центральному телевидению. Усилиями одного из преподавателей Китая, стихотворения председателя КНР Цзян Цзэминя включены в школьный учебник по литературе. Цзян Цзэминь попытал счастья на ниве поэтического творчества в 1991 году, когда посвятил стихотворение суровой зиме на северо-западе Китая. А последнее по времени стихотворение он сочинил во время своего восхождения на Жёлтую Гору — одну из священных вершин для жителей Поднебесной. В 2001 году китайский руководитель написал по меньшей мере три стихотворения, одно из которых посвятил и подарил кубинскому лидеру Фиделю Кастро.
Цзян Цзэминь был известен и как исполнитель песен, что иногда демонстрирует в дуэте с великими певцами или с зарубежными коллегами. Например, знаменитый итальянский тенор Лучано Паваротти считал, что Цзян вполне мог бы стать крупной оперной звездой. Как рассказал певец, китайский лидер пригласил его вместе с Хосе Каррерасом и Пласидо Доминго отобедать с ним после концерта в Пекине. «Мы все начали петь, — рассказывал итальянец, — и китайский президент пел со мной дуэтом „O sole mio“». Паваротти был поражён способностями Цзян Цзэминя.
В своей книге «Момент Истины» (англ. Moment of Truth) Марк Наттл (англ. Marc Nuttle) пишет об очень важных и глубоких наблюдениях лидера китайского государства. Бывший корреспондент журнала Time Дэвид Айкман сообщает, что в частных беседах Цзян Цзэминь высказывался, что хотел бы видеть свою страну христианской.
В 2010-х годах вокруг образа Цзян Цзэминя в китайском сегменте Интернета, особенно среди молодёжи, возник неофициальный «культ Жабы», названный так в связи с внешним сходством Цзян Цзэминя с этим животным из-за характерных очков и выражения лица. Несмотря на ироничную окраску, «поклонение Жабе» стало своеобразным проявлением ретроспективной ностальгической симпатии к периоду правления Цзяна, ассоциируемому с бурным экономическим ростом, относительной либеральностью и открытостью к миру, по сравнению с более жёсткой политикой его преемников, особенно Си Цзиньпиня. Контрастирующий со строгим официозом живой и непосредственный характер бывшего лидера КНР, проявившийся, в частности, в его эмоциональной реакции на вопросы гонконгской журналистки Шарон Чжан в 2000 году, стал предметом мемов и видеонарезок.

## Награды
- Медаль Пушкина (31 октября 2007 года, Россия) — за большой вклад в распространение, изучение русского языка, сохранение культурного наследия, сближение и взаимообогащение культур наций и народностей[44].
- Орден князя Ярослава Мудрого I степени (2 декабря 1995 года, Украина).
- Орден Золотого орла (19 ноября 1999 года, Казахстан)[45][46].
- Орден «Хосе Марти» (21 ноября 1993 года, Куба)[47].
- Кавалер Большого креста ордена Южного Креста (23 ноября 1993 года, Бразилия)[48].
- Большая лента ордена Освободителя (17 апреля 2001 года, Венесуэла)[49].
- Орден Доброй Надежды (5 мая 1999 года, ЮАР)[50].
- Орден Турецкой Республики (19 апреля 2000 года, Турция)[51].
- Кавалер Большого креста Национального ордена Мали (17 мая 1996 года, Мали)[52].
- Орден Большой звезды Джибути I степени (18 августа 1998 года, Джибути)[53].
- Орден Конголезских заслуг (20 марта 2000 года, Республика Конго)[54].
- Кавалер Большого креста ордена Таити Нуи (3 апреля 2001 года, Французская Полинезия).
- Орден Спасителя (21 апреля 2000 года, Греция)[55].
- Королевский семейный орден Короны Брунея (17 ноября 2000 года, Бруней)[56].
- Медаль «Вифлеем-2000» (15 апреля 2000 года, Палестинская автономия)[57].
- Золотая медаль города Афины (22 апреля 2000 года, Афины, Греция)[58].

## Сочинения

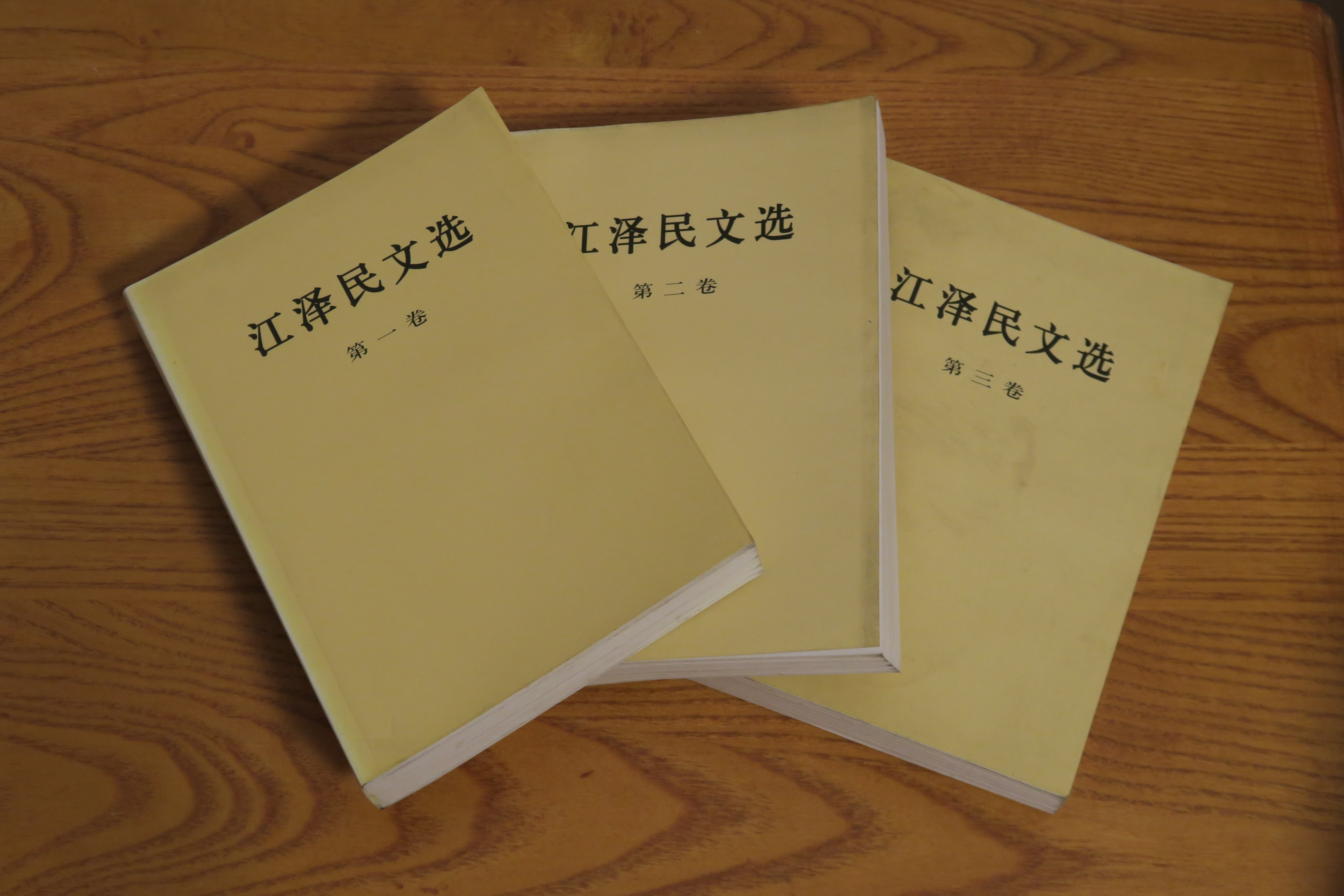
«Избранные произведения Цзян Цзэминя» — основное собрание его работ

- О социализме с китайской спецификой. — М.: Памятники исторической мысли, 2004. ISBN 5-88451-154-X
- 江泽民文选[кит.] :  [кит.] : 3卷. — 北京 : 人民出版社, 2006年. — Основное собрание сочинений Цзян Цзэминя[59]

## Уточнения
1. ↑  «Так, например, в 1990-х годах во время визита в Панаму Ц. Цзэминь заявил, что присоединение Тайваня к КНР из перспективной переходит в ранг среднесрочной задачи китайского руководства, и что Китай „не может взять на себя обязательства“ о неприменении силы в отношении Китайской Республики» — Дмитриев М. Весна и осень (Россия и мир) Архивная копия от 4 марта 2016 на Wayback Machine // Завтра, 27.09.1997. № 39 (199)
2. ↑  Журналист Русской службы Би-би-си Андрей Кравец отмечает, что по мнению британской Guardian, «Цзян Цзэминь, остающийся одной из самых влиятельных фигур в партии, сделал всё для того, чтобы к власти пришёл „консервативный“ Постоянный комитет Политбюро» — Кравец А. Пресса Британии: Китай — новые лица, старая политика? Архивная копия от 20 декабря 2014 на Wayback Machine // Русская служба Би-би-си, 16.11.2012